# قيس سعيد
قيس سعيّد، ولد يوم 22 فبراير 1958 في مدينة تونس، تونس. هو سياسي تونسي وفقيه  وأستاذ متقاعد في القانون الدستوري يشغل حاليًا منصب رئيس الجمهورية التونسية السابع منذ 23 أكتوبر 2019. وكان رئيسًا للجمعية التونسية للقانون الدستوري من 1995 حتى 2019. بعد أن عمل في أدوار قانونية وأكاديمية مختلفة منذ الثمانينيات، انضم سعيّد إلى الانتخابات الرئاسية لعام 2019 ومن خلال برنامج شعبوي مع القليل من الحملات الانتخابية، سعى سعيّد إلى جذب الناخبين الشباب، وتعهد بمكافحة الفساد ودعم تحسين النظام الانتخابي. فاز في الجولة الثانية من الانتخابات بنسبة 72.71٪ من الأصوات متغلباً على نبيل القروي، وأدى اليمين الدستورية كرئيس للبلاد في 23 أكتوبر 2019.
في يناير 2021، بدأت الاحتجاجات ردًا على وحشية الشرطة المزعومة والصعوبات الاقتصادية والصحية الناجمة عن جائحة فيروس كورونا. في 25 يوليو 2021، علق سعيّد نشاط مجلس نواب الشعب وعزل رئيس الحكومة هشام المشيشي ونفذ انقلابًا ذاتيًا ناجحًا، الأمر الذي أثار أزمة سياسية شملت شخصيات بارزة من حركة النهضة. ومنذ ذلك الحين، أشرف سعيّد على إقالة القضاء واعتقال السياسيين. لقد حكم بمرسوم حتى نجح في إقرار دستور جديد للبلاد من خلال إستفتاء عام منحه المزيد من الصلاحيات ودعا إلى انتخابات تشريعية مبكرة شهدت نسبة إقبال منخفضة بشكل قياسي.

## النشأة
قيس سعيّد هو ابن منصف سعيّد وزكية بلاغة من بني خيار، الرأس الطيب. وفقا لقيس سعيّد، فإن والده الراحل حمى الشابة اليهودية التونسية جيزيل حليمي من النازيين. والدته على الرغم من تعليمها المتقدم فهي ربة منزل. عائلته من أصل متواضع إلى حد ما لكنها فكرية وعضو في الطبقة الوسطى. كان عمه هشام سعيّد أول جراح أطفال في تونس، عُرف بفصل توأمين ملتصقين في السبعينيات. أكمل قيس سعيّد دراسته الثانوية في المدرسة الصادقية.

## المسيرة المهنية
وهو حقوقي بالتكوين، متخصص في القانون الدستوري، وأمين عام للجمعية التونسية للقانون الدستوري بين 1990 و1995 ثم نائب رئيس الجمعية منذ 1995. مدير قسم القانون العام بجامعة سوسة من 1994 إلى 1999، ثم بكلية العلوم القانونية والسياسية والاجتماعية بتونس بجامعة قرطاج من 1999 إلى 2018، وكان عضوا في فريق خبراء الأمانة العامة لجامعة الدول العربية بين 1989 و1990، خبير بالمعهد العربي لحقوق الإنسان من 1993 إلى 1995 وعضو لجنة الخبراء المكلفة بمراجعة مشروع الدستور التونسي لسنة 2014. كما كان عضوا في المجلس العلمي للجامعة العربية العديد من واللجان الأكاديمية.
وبينما كان أستاذاً زائراً في عدة جامعات عربية، رفض في عام 2013 أن يكون جزءاً من لجنة الخبراء التي كانت مهمتها إيجاد حل قانوني لمشكلة الهيئة العليا المستقلة للانتخابات. تقاعد في عام 2018.

## الأيديولوجيا
مواقفه المحافظة لا ترتكز على مرجعيات دينية، ما يدفعه إلى اتهامه من قبل بعض معارضيه بأنه يساري، في حين يتسبب في اتهامه بالسلفية بين الجولتين، والدعوة إلى تطبيق الشريعة الإسلامية من خلال بشرى بلحاج حميدة رئيسة لجنة الحريات الفردية والمساواة. ثم اتخذ العديد من زملائه الدستوريين السابقين وطلابه موقفا للدفاع عن المرشح. ويصفه الأخير بأنه محافظ، ولكن ليس أصوليًا، أو سلفيًا أو حتى إسلاميًا، بعد أن أدان خصوصًا الفكر السلفي والعنف المتطرف خلال دروسه خلال قضية بث قناة نسمة فيلم برسبوليس. وتراجعت بشرى بلحاج حميدة عن تصريحاتها في الأيام التالية، مدعية أنها تعجلت واعتبرت أن قيس سعيّد كان محافظا فقط. وتصنفه صحيفة لو موند على أنه يتماشى مع القومية العربية والوحدة العربية.

## الحياة السياسية

### الصعود السياسي
وفي الفترة من 2013 إلى 2014، شارك قيس سعيّد في العديد من الأندية واللقاءات السياسية التي تجمع الشباب. وفي عام 2016، تم إنشاء حركة المواسون لدعم أعمال ومشاريع سعيّد.

### الحملة الرئاسية 2019

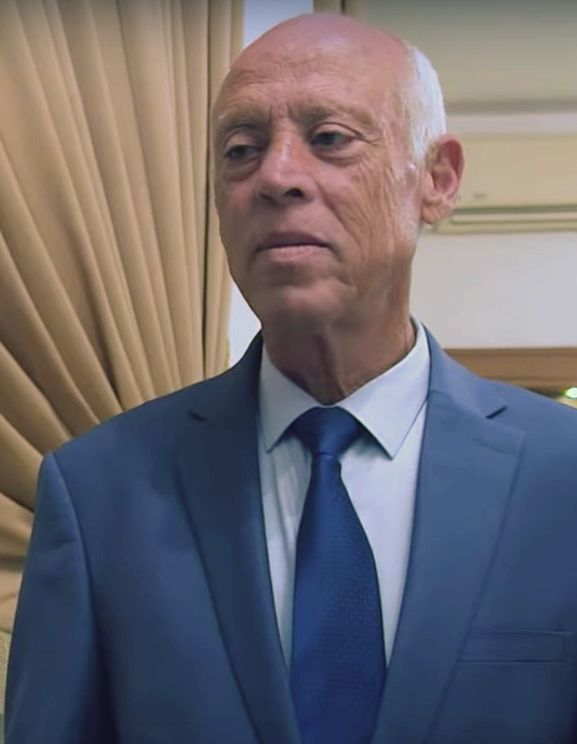
سعيّد خلال حملته الإتتخابية، سبتمبر 2019.

كان قيس سعيّد من أوائل المرشحين المعلنين في الانتخابات الرئاسية التونسية 2019. أثناء ترشحه كمحافظ اجتماعي مستقل، سعى إلى جذب الناخبين الشباب. وتضمنت إحدى سياساته دعم السماح للمواطنين باستدعاء مسؤوليهم المنتخبين. وأشار سعيّد للناخبين إلى أن العديد من القضايا الحالية في تونس ترجع إلى "عدم احترام العديد من القوانين الدستورية". وطرح خطة لمكافحة الفساد سواء كان «معنويا أو ماليا». وكان سعيّد يحظى بدعم كل من الإسلاميين واليساريين. في مقابلة أجريت في يونيو 2019 مع صحيفة الشارع المغاربي، أعلن سعيّد دعمه لعقوبة الإعدام. كما أدلى بتصريحات مفادها أن التعبير العلني عن المثلية الجنسية يتم تمويلها وتشجيعها من قبل الدول الأجنبية، قائلاً للصحيفة:
| قيس سعيد | قيل لي إن بعض المنازل مستأجرة من قبل جهات أجنبية. المثلية الجنسية موجودة عبر التاريخ، لكن بعض الناس يريدون نشر المثلية الجنسية | قيس سعيد |

وقد اتخذ مواقف محافظة بشأن قضايا المرأة أيضًا، حيث عارض المساواة بين الجنسين في قضايا الميراث، وفقًا لتفسير الشريعة الدينية. ويعارض قيس سعيّد تطبيع العلاقات مع إسرائيل، قائلا إن إسرائيل في حالة حرب مع العالم الإسلامي، ويجب محاكمة أي زعيم مسلم يقوم بتطبيع علاقة بلاده مع الصهاينة بتهمة الخيانة. وقال إن بلاده ليس لديها مشكلة مع اليهود وأن التونسيين بما في ذلك والده قاموا بحماية اليهود خلال الحرب العالمية الثانية.
صرح سعيّد أيضًا أنه يؤيد طريقة لا مركزية ثلاثية المستويات وغير مباشرة لانتخاب الممثلين التشريعيين الوطنيين، وبعض عناصر الديمقراطية المباشرة، ويعتقد أنه يجب انتخاب الممثلين المحليين على أساس الشخصية وبنيتها الأساسية بدلاً من الأيديولوجية السياسية. نظرًا لغموضه النسبي وافتقاره إلى الحملات الانتخابية، لم تكن العديد من مواقفه محددة جيدًا باستثناء موقفه الاجتماعي المحافظ. وعلى الرغم من دعم حركة النهضة له في الانتخابات وتمسكه بمواقف محافظة اجتماعيا، إلا أن سعيّد لم يصف نفسه بأنه إسلامي وكان لديه مستشارون من مختلف الأطياف السياسية. كما أنه لا يؤيد إضافة عناصر دينية إلى الدستور، مشيرًا إلى أن هذه كانت معتقداته الشخصية فقط.
أشارت عدة مصادر إعلامية إلى سعيّد باسم "روبوكوب"، نظرا لصوته الرتيب، واستخدامه للغة العربية الفصحى بدلا من الدارجة التونسية، وتركيزه على قضايا القانون والنظام. خلال الحملة الانتخابية، صور سعيّد نفسه على أنه رجل الشعب، بشكل مشابه إلى حد ما لنبيل القروي، وهو مرشح شعبوي آخر. حصل سعيّد على 620،711 صوتا في الجولة الأولى من الانتخابات الرئاسية التونسية 2019، ليحل في المركز الأول، ثم انتقل لمواجهة القروي في الجولة الثانية. أُعلن في 14 أكتوبر رئيساً جديداً لتونس، حيث فاز في الجولة الثانية بحصوله على 2،777،931 صوتاً أي ما يعادل 72.71% من الأصوات. وتولى منصبه بعد تسعة أيام، ليصبح الرئيس الثاني فقط الذي لم يكن وريثاً لإرث الرئيس الأول للبلاد، الحبيب بورقيبة. وكان أمام رئيس الوزراء بعد ذلك شهرين لتشكيل ائتلاف.

### الحملة الرئاسية 2024
بتاريخ 21 يوليو 2024، أعلن قيس سعيد ترشيح نفسه لولاية ثانية في الانتخابات الرئاسية التي ستشهدها البلاد في أكتوبر 2024، بينما يقول إن الخطوة تأتي تلبية لأصوات مؤيديه المطالبة بذلك. وتقول المعارضة التي تعرب عن تخوفها من غياب تكافؤ الفرص، إن تلك الخطوة تزيد من الضغط عليها، لا سيما في ظل ما يتعرض له قادتها من ملاحقات قضائية ومضايقات واعتقالات. فاز الرئيس قيس سعيّد بعهدة رئاسية ثانية بخمس سنوات بعد فوزه الكاسح في الانتخابات الرئاسية التونسية 2024 التي أقيمة يوم 6 اكتوبر 2024 بنسبة 90.69% من أصوات الناخبين متقدما على كل من المرشحين العياشي زمال وزهير المغزاوي

## رئاسة الجمهورية
أدى سعيّد اليمين الدستورية كرئيس لتونس في 23 أكتوبر 2019. وهو أول رئيس يولد بعد إعلان استقلال تونس عن فرنسا عام 1956.

### الانتقال والتنصيب

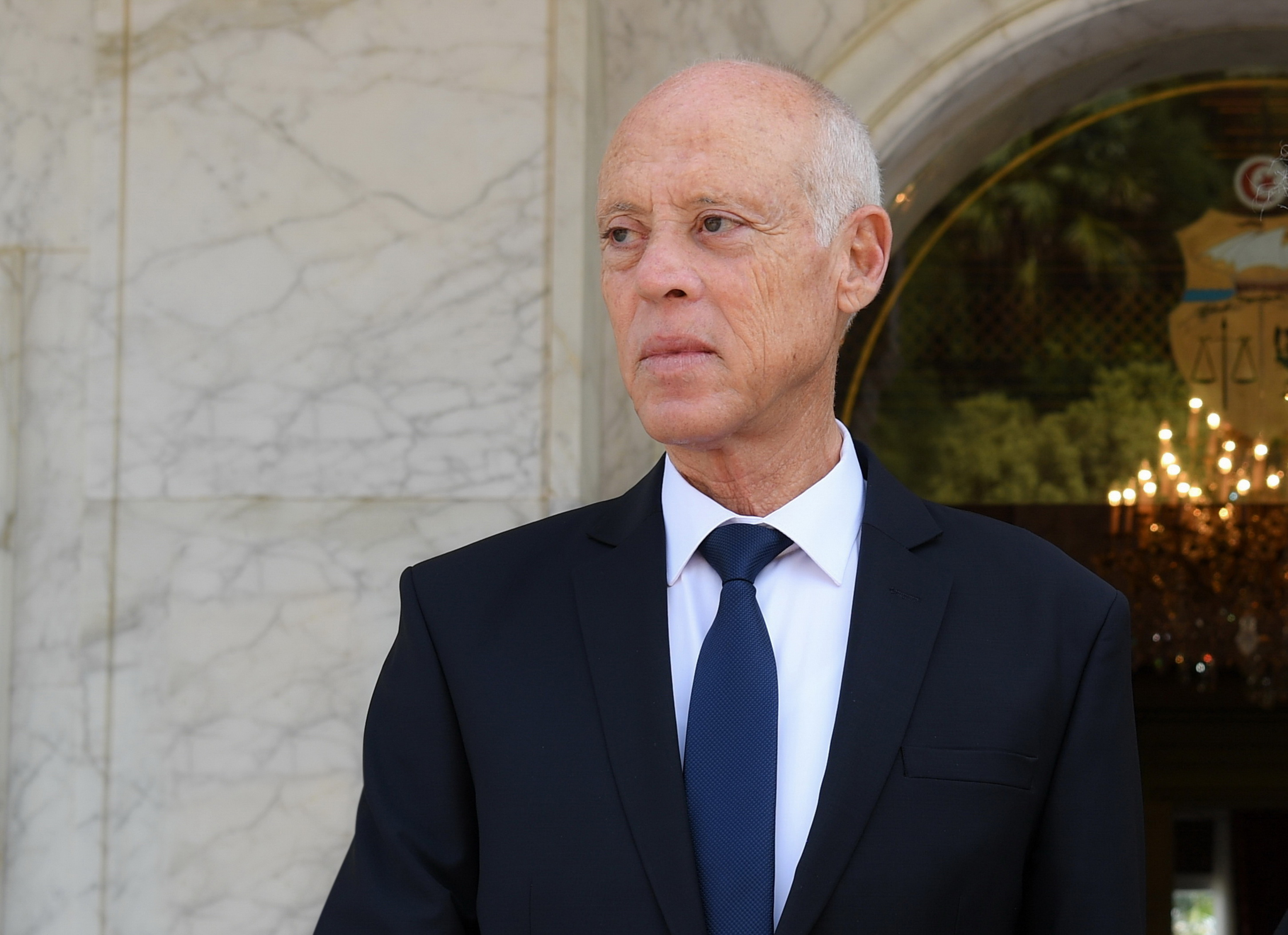
قيس سعيّد في قصر قرطاج في 23 أكتوبر 2019.

أعلنت الهيئة العليا المستقلة للانتخابات نتائج الانتخابات الرئاسية بشكل مماثل في 17 أكتوبر 2019. وفي نفس اليوم، اختار قيس سعيّد شقيقه نوفل، وهو أيضا أستاذ في القانون الدستوري، لتعيين مستشارين وأعضاء بالديوان الرئاسي. اجتمع مكتب مجلس نواب الشعب في 18 أكتوبر وحدد موعد القسم في 23 أكتوبر 2019. ويتوافق هذا التاريخ مع المدة القصوى للفترة الرئاسية المؤقتة البالغة 90 يومًا.
في 23 أكتوبر 2019، بالقصر الرئاسي بقرطاج، بعد أدائه اليمين أمام المجلس المنتهية ولايته، ووعد خلالها بمحاربة الإرهاب وأسبابه، وضمان مكتسبات المرأة التونسية، مع تعزيز حقوقه الاقتصادية والاجتماعية. ويرى الرئيس المؤقت محمد الناصر نقل صلاحياته الرئاسية إليه. ورفض سعيّد البقاء في القصر الرئاسي بقرطاج، مفضلا فيلته بالمنيهلة التابعة لولاية أريانة. وفي 30 أكتوبر 2019، عين الدبلوماسي طارق بالطيب رئيسا لديوان الرئاسة، واللواء محمد صالح الحامدي مستشارا للأمن القومي، فيما يتولى طارق الحناشي رئاسة البروتوكول. ويتولى عبد الرؤوف بالطيب منصب وزير مستشار رئيس الجمهورية، ورشيدة النيفر مكلفة بالاتصال، فيما تتولى نادية عكاشة الشؤون القانونية.

### تشكيل الحكومة
ولكون الحكومة شبه رئاسية، كان أمام قيس سعيّد بعد أسبوع من تنصيبه تعليمات للحزب الذي تصدر الانتخابات التشريعية بتشكيل الحكومة. وأمام الأخير بعد ذلك شهر للحصول على ثقة مجلس نواب الشعب. وفي 15 نوفمبر 2019، عين الحبيب الجملي، مرشح حركة النهضة، على منصب رئيس الحكومة، وكلفه بتشكيل الحكومة. وفي 10 يناير 2020، رفض المجلس تشكيل الحكومة، التي كانت أيضاً عرضة للتأخير عند إعلانها. ولذلك كان أمام سعيّد عشرة أيام لتعيين رئيس جديد للحكومة. وفي 20 يناير 2020، تم تعيين إلياس الفخفاخ.
أُعلن عن حكومته في 15 فبراير 2020، لكن حزب النهضة الذي أُعلن عن وزرائه هناك، أعلن أنه لن يصوت على الثقة بسبب عدم مشاركة حزب قلب تونس. تم الإعلان عن نسخة معدلة قليلاً من الحكومة، ولكن دون مشاركة قلب تونس، في 19 فبراير؛ صوت حزب النهضة خوفا من الحل لقبول الحكومة. وفي 27 فبراير، منح مجلس نواب الشعب الثقة للحكومة. وفي يونيو 2020، بحسب شبكة الجزيرة الإعلامية، "نشر عضو مستقل في البرلمان وثائق تشير إلى أن الفخفاخ يملك أسهما في شركات فازت بصفقات بقيمة 44 مليون دينار". ونفى الفخفاخ ارتكاب أي مخالفات. في 15 يوليو 2020 قدم استقالته. في 25 يوليو 2020، عين سعيّد هشام المشيشي رئيسا للحكومة، مكلفا بتشكيل الحكومة في شهر واحد والحصول على ثقة مجلس نواب الشعب. وفي وقت لاحق، تولى منصبه في 2 سبتمبر.

### احتجاجات 25 يوليو والأزمة السياسية

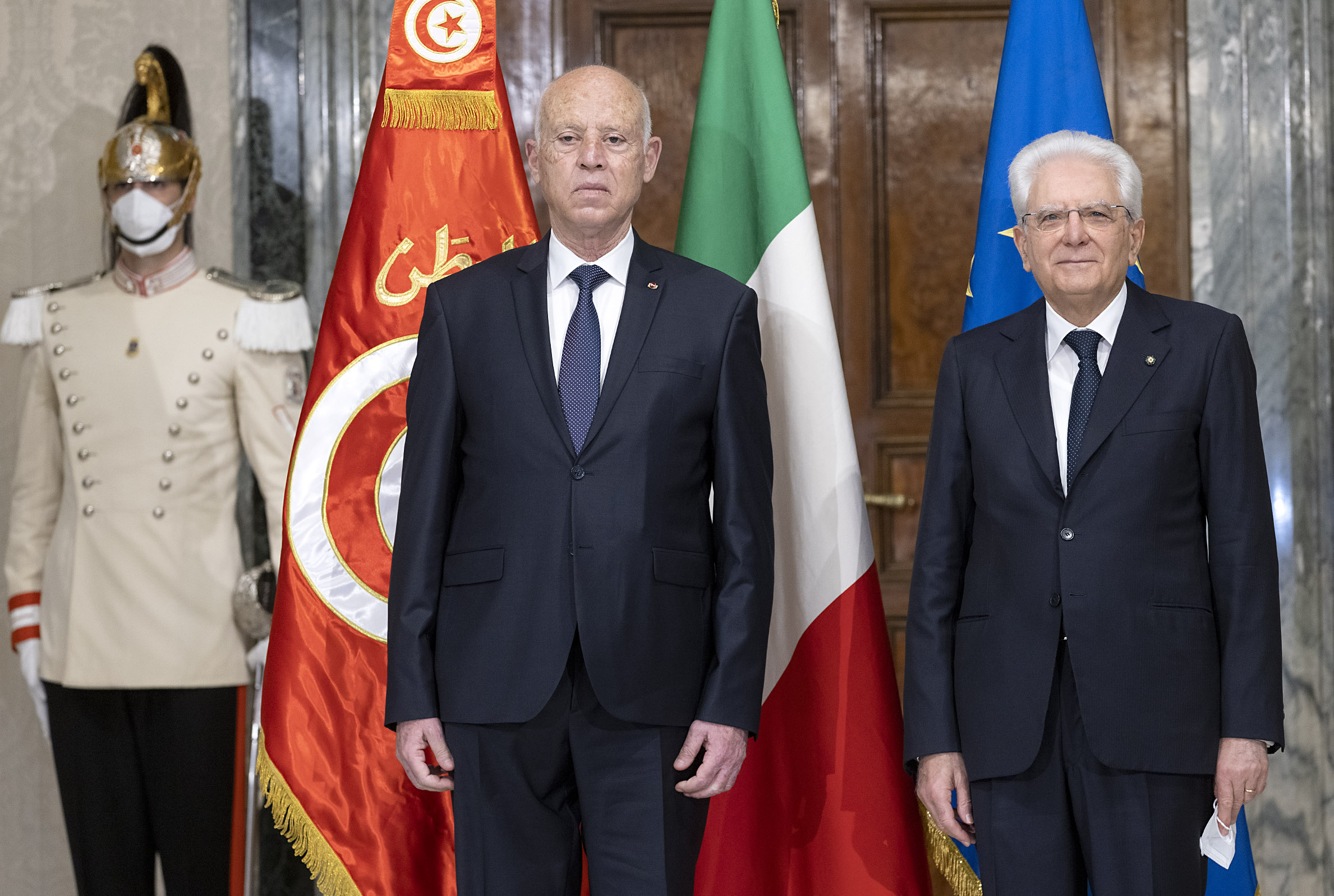
سعيّد مع الرئيس الإيطالي سيرجيو ماتاريلا في قصر كيرينالي، يونيو 2021.

في يناير 2021، أعلن هشام المشيشي عن تعديل وزاري شمل أحد عشر حقيبة وزارية وتغييرًا في العديد من الوظائف الحكومية. الوزراء الجدد يحصلون على ثقة مجلس نواب الشعب، لكن الرئيس قيس سعيّد يرفض استقبالهم لأداء اليمين متذرعا بشبهة فساد فيما يتعلق بالوزراء وعدم احترام الدستور في مداولات مجلس الوزراء على التعديل الوزاري. في أبريل 2021، رفض قيس سعيّد إصدار قانون أساسي يتعلق بإنشاء محكمة دستورية، بحجة أنه تم تجاوز المواعيد النهائية. كما رفض أي تعديل دستوري يتعلق بهذا الموضوع، بحجة أنه لا يمكن تعديل القانون الأساسي دون موافقة المحكمة الدستورية. وهو يدعو إلى اعتماد نص جديد يؤسس لنظام رئاسي، وديمقراطية مباشرة للبرلمان، أو العودة إلى دستور تونس 1959.
في يوم عيد الجمهورية، 25 يوليو 2021، في ظل مظاهرات عنيفة طالب آلاف المتظاهرين بحل مجلس نواب الشعب وتغيير النظام. تأتي هذه التجمعات مع تفاقم الأزمة الصحية المرتبطة بجائحة فيروس كورونا في تونس. في نفس المساء، واستناداً إلى الفصل 80 من الدستور، أقال قيس سعيّد حكومة هشام المشيشي بأثر فوري، ولا سيما هشام المشيشي من مهامه كرئيس للحكومة ووزير الداخلية المؤقت، وأعلن تعليق الحكومة. يرفع الحصانة عن نواب الشعب، تشكيل حكومة جديدة تكون مسؤولة أمامه وقراره بالحكم بموجب مراسيم، كما أشار إلى أنه سيرأس النيابة. حركة النهضة تدين على الفور الانقلاب حسب تعبيرها. يشارك محللون سياسيون وخبراء قانونيون هذا الوصف للانقلاب، لا سيما فيما يتعلق بتعليق الإجراءات البرلمانية. في اليوم التالي يقيل قيس سعيّد وزير الدفاع الوطني إبراهيم البرتاجي ووزيرة العدل المؤقتة حسناء بن سليمان. في 1 أغسطس، تم اعتقال نائبين من ائتلاف الكرامة احتجوا على إجراءات الرئيس سعيّد في إطار "تحقيق القضاء العسكري".

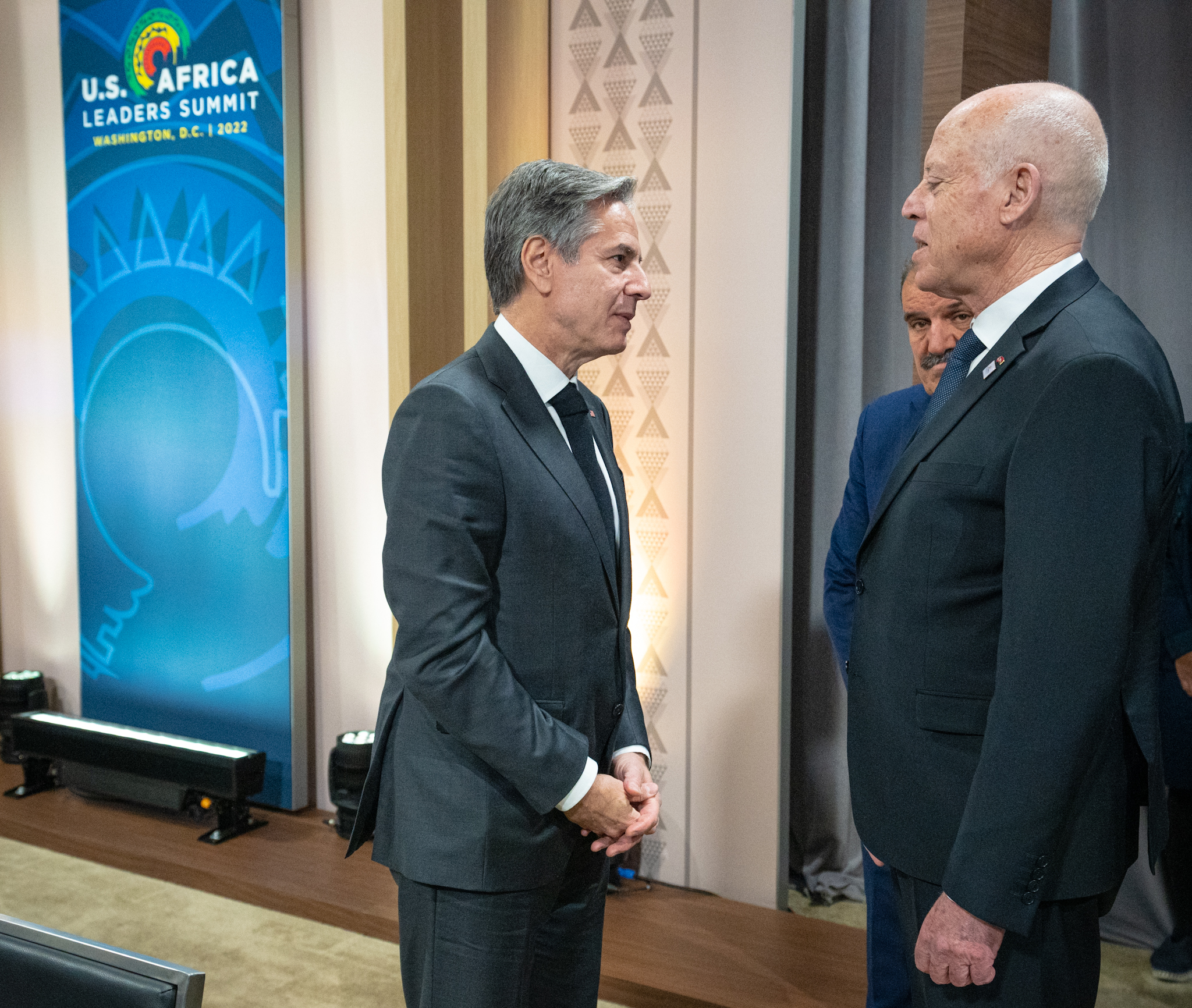
سعيّد مع وزير الخارجية الأمريكي أنتوني بلينكن في واشنطن العاصمة، 22 ديسمبر 2022.

في ليلة 24 أغسطس، أعلنت رئاسة الجمهورية تمديد وقف مجلس نواب الشعب إلى أجل غير مسمى. يجب على الرئيس تعليق العمل بالدستور في سبتمبر 2021 ثم تقديم نسخة جديدة من القانون الأساسي للاستفتاء. في 22 سبتمبر، صدق بمرسوم على تمديد القرارات وحل الهيئة المؤقتة المسؤولة عن مراقبة دستورية مشاريع القوانين، وقرر تعليق الرواتب والمزايا الممنوحة لرئيس مجلس نواب الشعب وأعضائه، ويمنح نفسه الحق في الحكم بمرسوم، لاستعادة السلطة التشريعية بحكم الأمر الواقع. وينتقد قراره معظم الأحزاب، بما في ذلك حزب التيار الديمقراطي وحركة النهضة، لكنه يحتفظ بدعم حركة الشعب. في 26 سبتمبر تظاهر 2000 شخص، معظمهم من أنصار النهضة وائتلاف الكرامة، ضد قراراته. في 29 سبتمبر، أصدر الرئيس تعليماته لنجلاء بودن بتشكيل حكومة جديدة.
في 13 ديسمبر 2021، مدد سعيّد تعليق عمل البرلمان حتى إجراء انتخابات جديدة، وأعلن عن استشارة عامة على مستوى البلاد ستعقد في الفترة من 1 يناير حتى 20 مارس 2022 لجمع اقتراحات للإصلاحات الدستورية وغيرها من الإصلاحات. وأشار إلى أن لجنة الخبراء لصياغة دستور جديد، سيكون جاهزا بحلول يونيو قبل الاستفتاء الدستوري الذي سيجري في 25 يوليو 2022. وقال إن انتخابات برلمانية جديدة ستجرى في 17 ديسمبر 2022، بعد إجراء الاستفتاء وإعداد دستور ونظام انتخابي جديد. في 5 يناير 2022، أحال القضاء التونسي 19 سياسيا رفيع المستوى إلى المحكمة بتهمة الانتهاكات الانتخابية المزعوم ارتكابها خلال الانتخابات الرئاسية السابقة. وكان من بينهم رؤساء وزراء سابقين هم يوسف الشاهد، إلياس الفخفاخ، مهدي جمعة وحمادي الجبالي، فضلا عن رئيس الجمهورية السابق المنصف المرزوقي ورئيس حركة النهضة راشد الغنوشي.
وفي فبراير 2022، قام سعيّد بحل المجلس الأعلى للقضاء، الهيئة المكلفة باستقلال القضاء. وبحسب وزير العدل التونسي، أشار الرئيس إلى أنه بدلاً من حل المجلس الأعلى للقضاء، فإنه سيعيد هيكلته. ويأتي ذلك بعد أيام من قرار البلاد حل أعلى هيئة قضائية والذي أثار إدانة دولية. ونتيجة لقرارات رئيس الجمهورية، تظاهر أكثر من مائتي قاض ومحام يرتدون الجلباب الأسود أمام المحكمة الرئيسية بالعاصمة التونسية يوم الخميس 10 فبراير 2022. وفي يوم الأحد 13 فبراير 2022، أصدر سعيّد إعلانا بتعيين مجلس أعلى للقضاء مؤقتا. جرى الاستفتاء الدستوري يوم 25 يوليو 2022، للسماح للتونسيين باتخاذ قرار بشأن دستور جديد للجمهورية التونسية، اقترح الاستفتاء دستورا يوسع الصلاحيات الممنوحة لرئيس الجمهورية وجعل تونس ذات نظام رئاسي بدلاً من نظام شبه رئاسي. تم الإعلان عن النتائج في مساء يوم 26 يوليو 2022، كان عدد الناخبين الإجمالي 2،830،094 صوت، حيث حصل الناخبون الموافقون على الأغلبية الساحقة بعدد قدره 2،607،884 بنسبة 94،60%، بينما قدر عدد الناخبين الرافضين 148،723 بنسبة ضئيلة جدا قدرت بـ5،40% وبذلك تمت الموافقة على مشروع الدستور الجديد، والذي دخل حيز التنفيذ يوم 16 أغسطس. بعد الانتخابات البرلمانية، دعا ائتلاف المعارضة الرئيسي قيس سعيّد إلى الاستقالة بعد أن شارك أقل من 9٪ من الناخبين المؤهلين في الانتخابات. ومنذ بداية الأزمة، جرت عدة اعتقالات ضد سياسيين رفيعي المستوى مثل رئيس الوزراء السابق علي العريض، ورئيس الوزراء السابق حمادي الجبالي، والرئيس السابق المنصف المرزوقي وغيرهم الكثير.
شهدت تونس موجة من الاحتجاجات في 22 سبتمبر 2024، حيث تجمع المواطنون في عدة مناطق من البلاد تعبيرًا عن استيائهم من الأوضاع الاقتصادية والسياسية. تأتي هذه الاحتجاجات في وقت حساس، حيث تقترب الانتخابات من موعدها، مما يزيد من حدة التوتر في الساحة السياسية. يواجه الرئيس قيس سعيد تحديات كبيرة في ظل الأزمة الاقتصادية المتفاقمة.
خرج مئات التونسيين في وقفة احتجاجية وسط العاصمة، رفضاً للتدخّل في الانتخابات، ورفعوا شعارات ضد الرئيس قيس سعيد، متهمين إياه بتشديد قبضته على الحكم قبل الاستحقاق الرئاسي المقرر في 6 أكتوبر المقبل.

### أزمة الهجرة الإفريقية

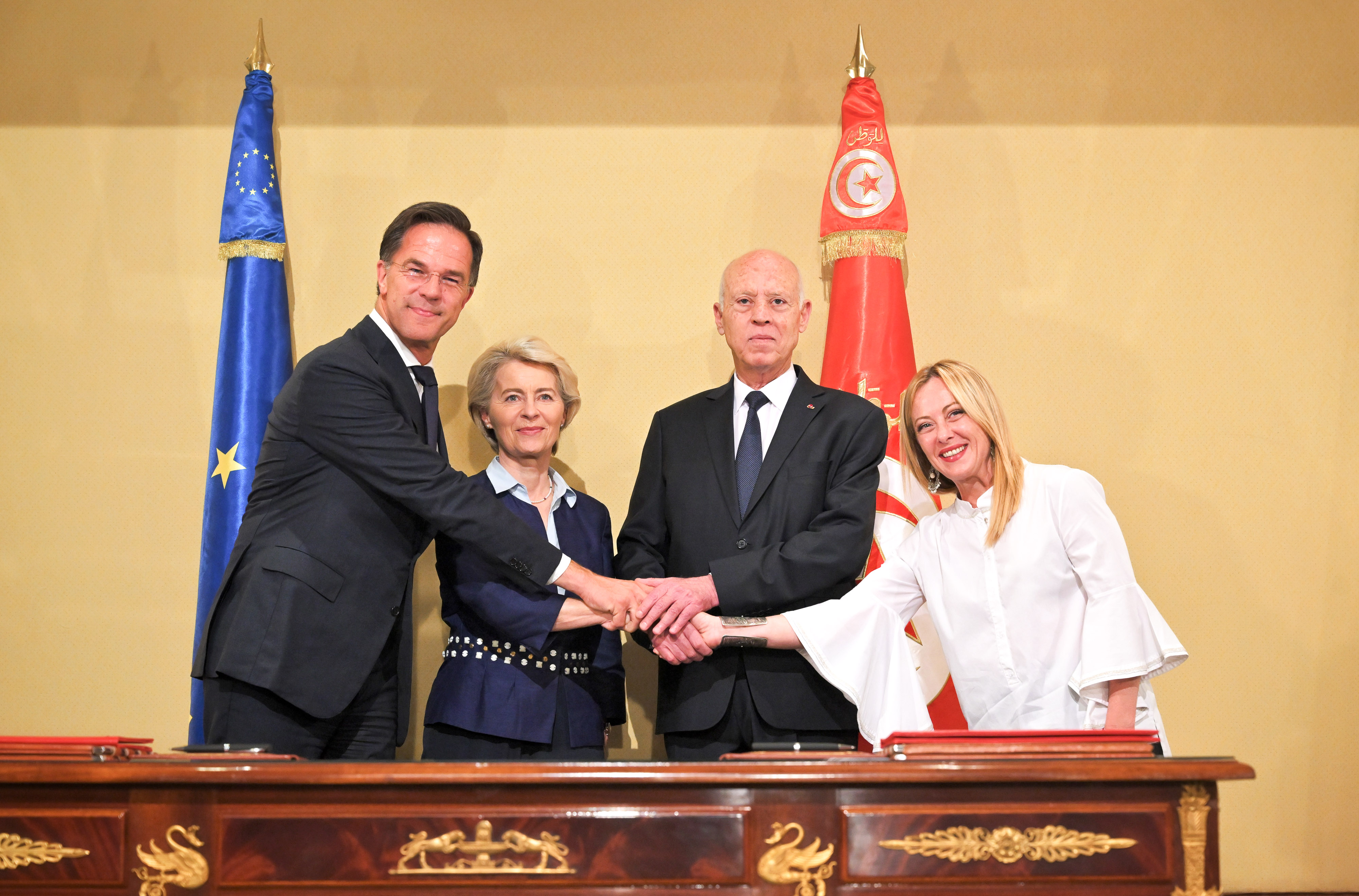
سعيّد مع رئيسة المفوضية الأوروبية أورسولا فون دير لاين ورئيسة الوزراء الإيطالية جورجا ملوني ورئيس الوزراء الهولندي مارك روته، 16 يوليو 2023.

في فبراير 2023، أدلى سعيّد بتعليقات حول الهجرة الأفريقية إلى تونس، قائلاً إنهم يغيرون التركيبة الديموغرافية للبلاد من أجل جعلها دولة إفريقية بحتة. وفي عام 2023، ارتفع عدد المهاجرين من أفريقيا الذين يحاولون العبور من تونس إلى أوروبا. ربما كان أحد الأسباب هو تزايد المشاعر المناهضة للهجرة والتمييز العنصري ضد الأفارقة السود في تونس. وحاولت رئيسة الوزراء الإيطالية جورجا ملوني ورئيسة المفوضية الأوروبية أورسولا فون دير لاين التوصل إلى اتفاق مع سعيّد يهدف إلى وقف الهجرة غير الشرعية من تونس إلى الاتحاد الأوروبي. في سبتمبر 2023، وصل أكثر من 120 قاربًا تحمل ما يقرب من 7000 مهاجر من أفريقيا أي أكثر من إجمالي سكان جزيرة لنبذوشة الإيطالية إلى الجزيرة في غضون 24 ساعة. وقام مهربون تونسيون بنقل المهاجرين من مدينة صفاقس وضواحيها.

### حرية الصحافة
في سبتمبر 2022، وقع الرئيس التونسي قيس سعيّد على المرسوم بقانون رقم 54 الذي يهدف إلى مكافحة المعلومات والشائعات الكاذبة على الإنترنت. وتنص المادة 24 من المرسوم على السجن لمدة تصل إلى خمس سنوات وغرامة تصل إلى 50 ألف دينار لكل من ينشر مثل هذه المعلومات. ويتضاعف هذا إذا صدرت الأقوال المسيئة عن أحد موظفي الدولة.

### معاداة السامية وإسرائيل
قيس سعيّد هو جزء من التقليد التونسي المتمثل في الدعم الجذري للقضية الفلسطينية. فهو يظهر السيادة الدبلوماسية، ويعتبر أن أي علاقة مع إسرائيل هي خيانة عظمى. وفي مايو 2023، بعد الهجوم على جربة، دحض كل معاداة السامية في البلاد، ورفض وصف الهجوم بأنه معاد للسامية. ثم يستقبل شخصيات دينية مسلمة ومسيحية ويهودية، ويرفض الاعتراف الدبلوماسي بإسرائيل ويدعو إلى عدم الخلط بين اليهودية والصهيونية. وأعلن في سبتمبر 2023 أن اسم عاصفة دانيال التي دمرت ليبيا يعكس تأثير الحركة الصهيونية العالمية. بعد فترة وجيزة من هجمات حماس في 7 أكتوبر 2023 ضد مدنيين إسرائيليين وأجانب، أعرب قيس سعيّد عن الدعم الكامل وغير المشروط لتونس للشعب الفلسطيني، مع تجنب ذكر مصطلح حماس.
في نوفمبر 2023، بعد أن دعمه، دعا مجلس نواب الشعب إلى التخلي عن التصويت على قانون اقترحه أنصاره يجرم الاعتراف بإسرائيل أو الحفاظ على الاتصالات، انظر دعوة المواطنين الإسرائيليين إلى تونس، الذين سيعاقبون بالسجن اثنتي عشرة سنة ثم السجن المؤبد في حالة تكرار المخالفة. ويبرر قراره بحماية أمن البلاد، ويرى أن القانون غير ضروري لأن التخابر مع العدو جريمة أصلاً ويغطي التطبيع أصلاً. وأخيرا، فهو يرى أن هذا القانون يعني الاعتراف بوجود إسرائيل. يتم تفسير هذا التحول على أنه ضغط أمريكي؛ وبشكل عام، يثير هذا الإجراء القلق في العديد من الدول الغربية، وكان من شأنه أن يكون له تأثير على السياحة، وهي واحدة من الموارد الرئيسية للبلاد، بما في ذلك الحج اليهودي إلى كنيس الغريبة التي يرتادها اليهود الإسرائيليين رغم غياب العلاقات بين البلدين.

## الحياة الشخصية

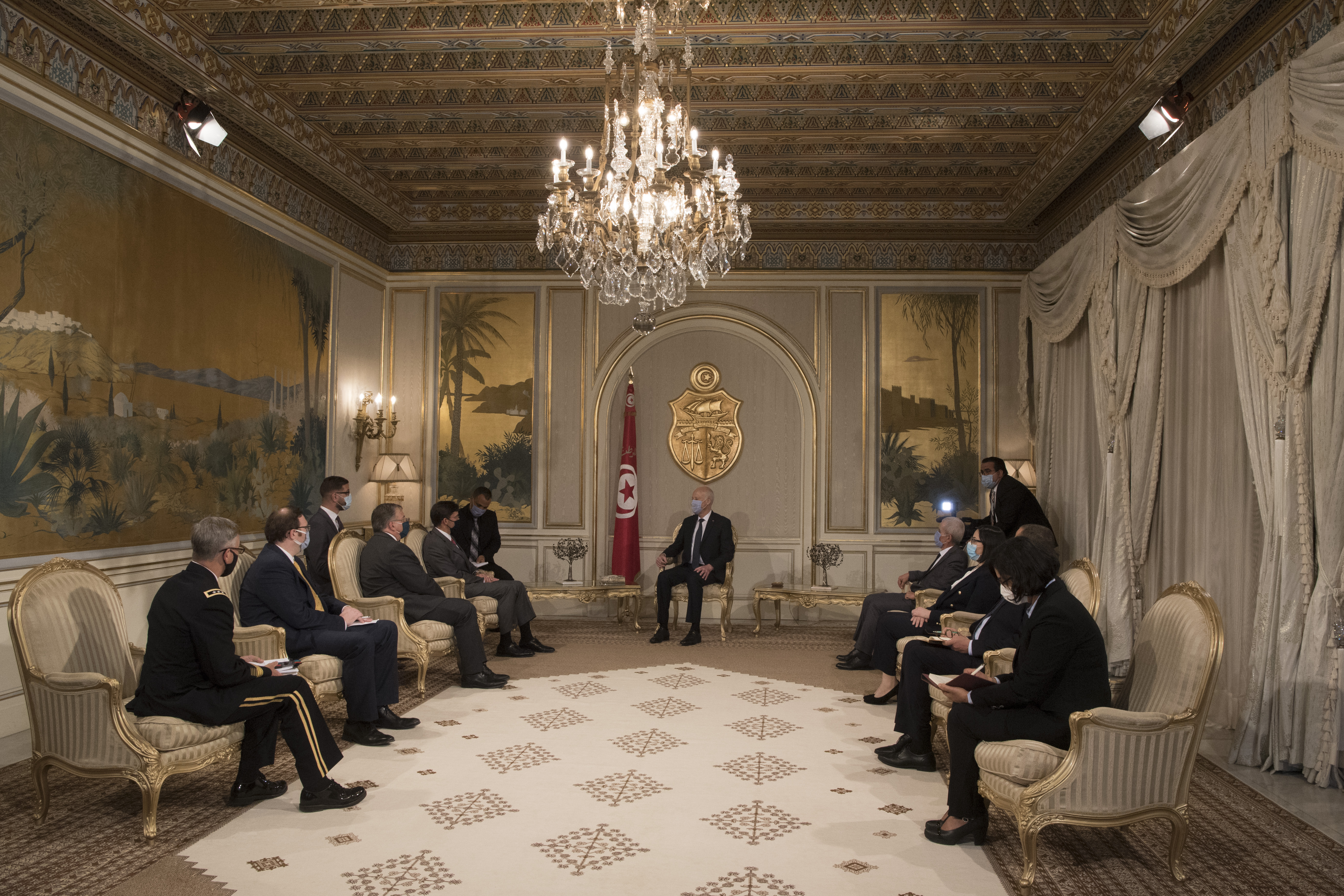
وزير الدفاع الدكتور مارك ت. إسبر يلتقي بالرئيس التونسي قيس سعيد، في قصر قرطاج، تونس، 30 سبتمبر 2020

قيس سعيّد متزوج من القاضية إشراف سعيّد، التي التقى بها عندما كانت طالبة حقوق في سوسة، وهو أب لثلاثة أطفال (ابنتان وولد: سارة ومنى وعمرو).

## الأوسمة
تونس
- القلادة الكبرى للنقيب الأكبر لوسام الاستقلال الخاصة برئيس الجمهورية (2019).
- القلادة الكبرى للنقيب الأكبر لوسام الجمهورية الخاصة برئيس الجمهورية (2019).
- الصنف الأكبر من الوسام الوطني للاستحقاق الخاصة برئيس الجمهورية (2019).

 الجزائر
- وسام الاستحقاق الوطني الجزائري برتبة الأثير (2 فبراير 2020).

 فلسطين
- قلادة دولة فلسطين (8 ديسمبر 2021).

### شهادات فخرية
- 2021: جامعة روما سابينزا.
- 2021: درع الشرف من جامعة الدول العربية.
- 2022: الميدالية الذهبية الفخرية من مجلس وزراء الداخلية العرب.

## متنوع
بعد توليه الرئاسة، حظي قيس سعيّد باهتمام إعلامي كبير بسبب رسائله الرسمية المكتوبة بخط اليد وبالخط المغاربي الجيد.